# Johannes Borghouts

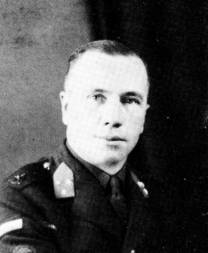
Jan Borghouts (1940)

Johannes „Jan“ Josephus Franciscus Borghouts (* 5. Dezember 1910 in Bergen op Zoom, Provinz Nordbrabant; † 5. Februar 1966 in Rotterdam) war ein niederländischer Offizier und Politiker der Katholieke Volkspartij (KVP), der unter anderem unter dem Tarnnamen „Peter Zuid“ der Widerstandsbewegung Landelijke Knokploegen (LKP) angehörte und im Zweiten Weltkrieg maßgeblich an Sabotageaktionen gegen die deutsche Wehrmacht beteiligt war. Nach Kriegsende war er Oberst der Luftwaffe (Koninklijke Luchtmacht) sowie zwischen 1965 und 1966 im Kabinett Cals Staatssekretär im Verteidigungsministerium.

## Leben

### Kommunalbeamter, Reserveoffizier und Widerstandskämpfer
Borghouts, Sohn eines Kohlenhändlers, besuchte nach der Höheren Bürgerschule von 1928 bis 1930 die Höhere Handelsschule in Bergen op Zoom. Anschließend absolvierte er eine Ausbildung zum Reserveoffizier an der Reserveoffiziersschule (School voor Reserve-Officieren) in Breda. Im November 1931 begann er seine berufliche Tätigkeit als Angestellter des Sozialamtes von Bergen op Zoom und war dort bis Oktober 1934 tätig. 1932 wurde er Oberleutnant der Reserve. Anschließend war er zwischen Oktober 1934 und 1939 stellvertretender Leiter des Sozialamtes Hillegersberg. Danach leistete er von 1939 bis zum Einmarsch der deutschen Wehrmacht in die Niederlande im Mai 1940 seinen Militärdienst bei der Verteidigung des Maas-Waal-Kanals und befand sich anschließend bis Juli 1940 in deutscher Kriegsgefangenschaft. Im Anschluss übernahm er von Juli 1940 bis Mai 1941 wieder seine Funktion als stellvertretender Leiter des Sozialamtes Hillegersberg, ehe er zwischen April 1941 und dem 5. Juni 1943 Leiter der Abteilung Allgemeine Arbeitsvermittlung im Arbeitsamt von Bergen op Zoom war.
Am 5. Juni 1943 tauchte Borghouts unter und schloss sich unter dem Tarnnamen „Peter Zuid“ der Widerstandsbewegung Landelijke Knokploegen (LKP) an. Er war als Major der Reserve zwischen Juni und September 1944 Kommandeur für regionale Sabotageaktionen der LKP im Süden, wozu die Provinzen Zeeland, Nordbrabant und Limburg gehörten. Anschließend war er von September bis Dezember 1944 Kommandeur eines Abschnittskommandos der Inlandsstreitkräfte BS (Binnenlandse Strijdkrachten), ehe er von Dezember 1944 bis Januar 1945 zum Stab von Prinz Bernhard in Breda gehörte. Daraufhin absolvierte er zwischen Januar und Februar 1945 eine Fallschirmspringer-Ausbildung in England. Zuletzt war er von März bis zum Kriegsende im Mai 1945 kommissarischer Kommandant der Binnenlandse Strijdkrachten.

### Nachkriegszeit, Berufsoffizier und Staatssekretär

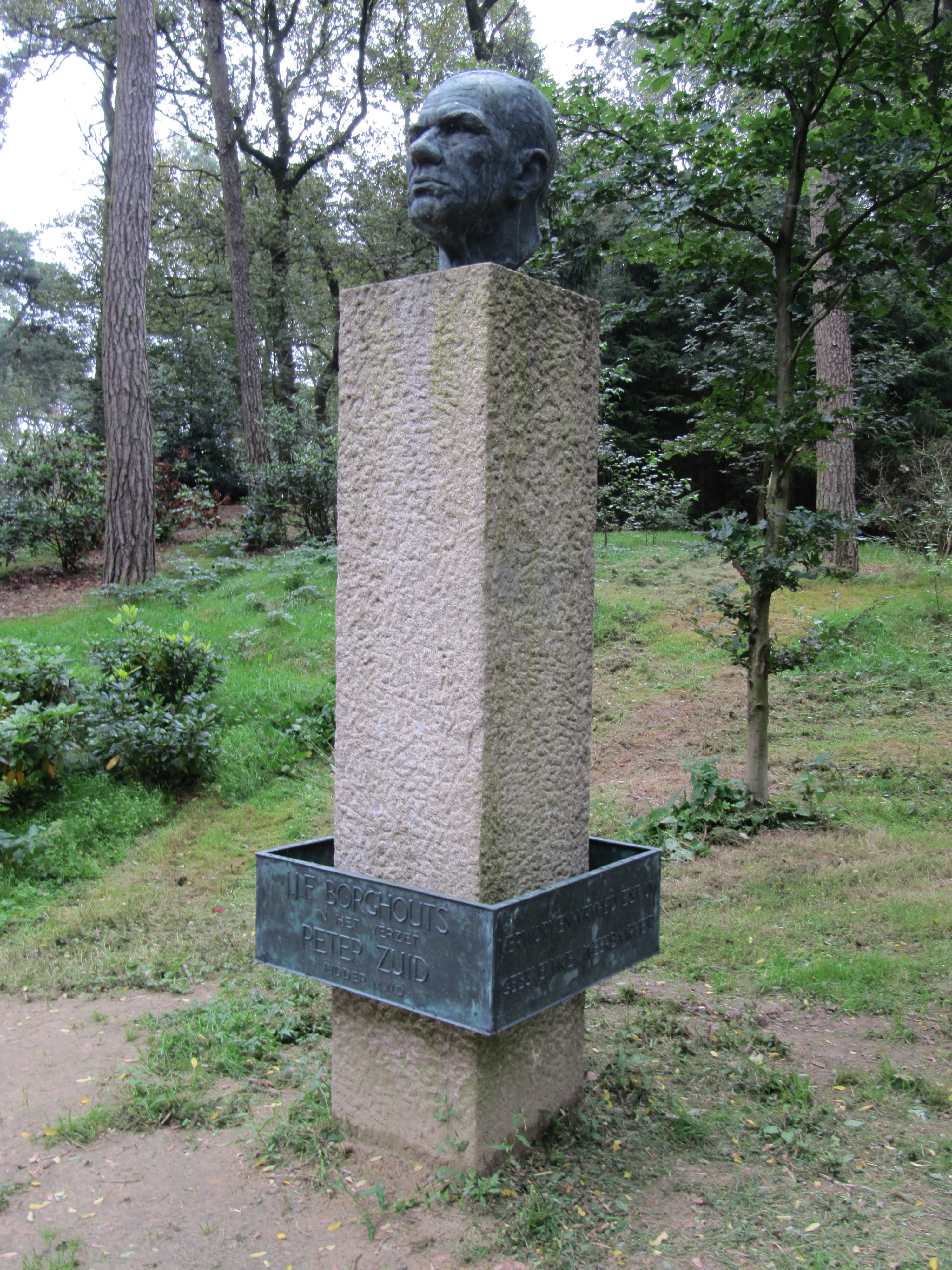
Standbild von Johannes Borghouts im Freiheitspark von Overloon (Skulptur von Piet Killaars)

Nach dem Ende des Zweiten Weltkrieges fand Borghouts von 1945 bis 1950 verschiedene militärische Funktionen in Niederländisch-Indien, wo er anfangs bis 1949 kommissarischer Hauptverbindungsoffizier des Heeres (Koninklijke Landmacht) sowie anschließend zwischen März 1949 und Juni 1950 kommissarischer Kommandant des dortigen Korps der Spezialtruppen war. Am 24. August 1946 wurde ihm das Ritterkreuz (Ritter IV. Klasse) des Militär-Wilhelms-Orden verliehen.
Nach seiner Rückkehr wurde Borghouts Berufsoffizier der Luftwaffe (Koninklijke Luchtmacht) und war zunächst seit Januar 1951 Referent für Sozialpsychologie im Stab der Luftwaffe. In der Folgezeit absolvierte er zwischen 1952 und 1953 Studiengänge für Soziologie und Sozialpsychologie an der Universiteit van Amsterdam. Er fungierte zwischen November 1961 und April 1964 als Leiter des Referats Personalfürsorge im Stab der Luftwaffe und wurde als solcher am 1. Mai 1962 zum Oberst befördert. Zuletzt fungierte er von April 1964 bis Juli 1965 als Leiter der Personalabteilung im Stab der Luftwaffe.
Am 12. Juli 1965 wurde Borghouts, der zu dieser Zeit der Katholieke Volkspartij (KVP) beigetreten war, von Ministerpräsident Jo Cals zum Staatssekretär im Verteidigungsministerium (Staatssecretaris van Defensie) in dessen Regierung berufen und war bis zu seinem Tode am 5. Februar 1966 verantwortlich für die Luftwaffe. Im Dezember 1965 wurde er wegen einer Magenblutung ins Sint Franciscus-Krankenhaus in Rotterdam eingeliefert, wo er sich bis zu seinem Tod befand.
Für seine langjährigen militärischen Verdienste wurde er mehrfach ausgezeichnet und erhielt unter anderem das Offizierskreuz des Orden von Oranien-Nassau. Daneben erhielt er das Kriegserinnerungskreuz (Oorlogsherinneringskruis) mit zwei Spangen sowie das Offizierskreuz (Officierskruis). 1967 wurde ihm zu Ehren durch Prinz Bernhard auf der Luftwaffenbasis Eindhoven eine Gedenktafel enthüllt.
Borghouts war seit dem 27. September 1939 mit Wilhelmina Johanna Hendrika van Veen verheiratet. Aus dieser Ehe gingen neben drei Töchtern sein Sohn Harry Borghouts hervor, der zwischen 2002 und 2009 Kommissar der Königin der Provinz Nordholland war.